# Sáenz Peña (ort)
Sáenz Peña är en ort i Argentina.   Den ligger i provinsen Buenos Aires, i den centrala delen av landet, i huvudstaden Buenos Aires. Sáenz Peña ligger 30 meter över havet och antalet invånare är 11 542.
Terrängen runt Sáenz Peña är mycket platt. Runt Sáenz Peña är det mycket tätbefolkat, med 10 000 invånare per kvadratkilometer.. Närmaste större samhälle är Buenos Aires, 14,0 km öster om Sáenz Peña. 
Runt Sáenz Peña är det i huvudsak tätbebyggt.